# HMS Northumberland (1866)
Pour les autres navires du même nom, voir HMS Northumberland.
Le HMS Northumberland est une frégate cuirassée de la classe Minotaur (en) de la Royal Navy.
Il a un schéma de blindage différent et un armement plus lourd que ses sister-ships, et est généralement considérée comme une demi-sœur des autres navires de la classe. Le navire passe sa carrière avec la Channel Fleet et sert parfois de navire amiral. Le Northumberland est mis en réserve en 1890 et devient navire-école en 1898. Il est converti en ponton-charbonnier en 1909 et vendu en 1927, bien que le navire ne soit ferraillé qu'en 1935.

## Description
Les frégates cuirassées de la classe Minotaur sont essentiellement des versions agrandies de la frégate cuirassée HMS Achilles avec un armement plus lourd, un blindage et des moteurs plus puissants. Leurs flancs sont entièrement blindés pour protéger les 50 canons. Chacune est équipée d'un éperon en forme de charrue qui est plus proéminent que celui du Achilles.
Le Northumberland a une machine à vapeur à deux fourreaux, fabriquée par John Penn and Sons (en), entraînant une seule hélice utilisant la vapeur fournie par 10 chaudières à tubes de fumée rectangulaires.
Conçu à l'origine avec trois mâts, le Northumberland est équipé de cinq mâts jusqu'à son radoub de 1875 à 1879, lorsque deux sont retirés et qu'il est regréé en barque. Le Northumberland n'a fait que 7 nœuds (13 km/h) sous voile, principalement parce que l'hélice du navire ne peut être déconnectée et non hissée à l'arrière du navire pour réduire la traînée, la pire vitesse de tout cuirassé de son époque.
Contrairement à ses sister-ships, le Northumberland est armée d'un mélange de canons rayés à chargement par la bouche de 7 pouces (178 mm), 8 pouces (203 mm) et 9 pouces (229 mm). Les 4 canons de 9 pouces (229 mm) et 8 pouces (203 mm) sont montés sur le pont principal tandis que 4 canons de 8 pouces (203 mm) sont montés sur le pont supérieur comme canons de chasse. Les deux canons de 7 pouces (178 mm) sont montés à l'arrière du pont principal, également comme canons de chasse.
Le Northumberland est partiellement réarmé en 1875 avec un armement de 7 canons de 9 pouces (229 mm), 4 sur le pont principal, 2 canons de chasse avant et 1 canon de chasse arrière. Deux canons de 8 pouces (203 mm) remplacent les canons de 7 pouces (178 mm) sur le pont principal à l'arrière ; les 18 autres canons de 8 pouces (203 mm) restent à leurs places. En 1886, deux canons à chargement par la culasse de 6 pouces (152 mm) remplacent deux canons de 8 pouces (203 mm). Six canons à tir rapide (QF) de 4,7 pouces, 10 canons Hotchkiss QF de 3 livres et six mitrailleuses sont ensuite ajoutés.

## Histoire
Le Northumberland est commandé le 2 septembre 1861 à Millwall Iron Works. La quille est posée le 10 octobre 1861 au chantier naval de Millwall, Londres. Il est modifié sur le bordereau de construction après qu'Edward Reed succède à Isaac Watts en tant que constructeur en chef. Contrairement à ses demi-sœurs, le navire passe cinq ans en chantier avant d'être prêt à être lancé, en partie en raison de fréquents changements de conception, alors que le Northumberland est proche de l'achèvement. Le poids supplémentaire le fait rester sur la cale pendant une heure avant de glisser à mi-chemin avec sa poupe uniquement soutenue par l'air, menaçant de déformer le navire. Les vérins hydrauliques et des remorqueurs ne réussissent pas à le mettre à l'eau lors de la prochaine marée de printemps, mais l'utilisation de pontons le 17 avril 1866 est fructueux. Les constructeurs font faillite pendant le lancement du navire, les liquidateurs saisissent le Northumberland comme actif de l'entreprise une fois qu'il est à l'eau. Huit mois s'écoulent avant que l'Amirauté ne puisse en prendre possession et commencer à équiper le navire.
La première affectation du navire est à la Channel Fleet, où il reste jusqu'en 1873. Son premier capitaine, Roderick Dew, fait peindre toutes ses vergues en noir afin qu'il puisse être visuellement distinguée de ses demi-sœurs, dont les vergues sont blanches.
La première mission du Northumberland, avec son sister-ship Agincourt, est de remorquer une cale sèche flottante d'Angleterre à Madère où elle serait récupérée par les Warrior et Black Prince et emmenée aux Bermudes. Les navires quittent le Nore le 23 juin 1869, chargés de 510 t de charbon rangés dans des sacs sur leurs ponts de canons, et transfèrent le quai flottant 11 jours plus tard après un voyage sans incident.
Il est ancré à Funchal, dans l'île de Madère, le jour de Noël 1872, lorsqu'une tempête casse sa chaîne d'ancre et que le navire est ouvert par l'éperon du Hercules. Le Northumberland est gravement endommagé sous la ligne de flottaison, avec un compartiment inondé ; il peut se rendre à Malte pour des réparations.
Tandis que le Minotaur, normalement vaisseau amiral de la Channel Fleet, est en train de se réaménager de 1873 à 1875, l’Agincourt, normalement le vaisseau amiral du commandant en second de la flotte, la remplace comme vaisseau amiral et le Northumberland devient le vaisseau amiral du commandant en second jusqu'au retour au travail du Minotaur. Il sert de vaisseau amiral aux contre-amiraux George Hancock et John Hay. Le Northumberland a son radoub et réarmement de 1875 à 1879 et rejoint la Channel Fleet une fois terminé. Le navire est désarmé en 1885 pour un autre radoub et devient le vaisseau amiral des vice-amiraux William Hewett et John Baird, commandants successifs de la Channel Fleet, après son achèvement en 1887.
Le Northumberland est affecté à la 1re escadre de réserve à l'île de Portland de 1890 à 1891, puis à Devonport de 1891 à 1898. Il devient un ponton en 1898 en tant que navire-école de chauffeurs au Nore et renommé Acheron le 1er janvier 1904. À partir de 1909 jusqu'en 1927, le navire sert de ponton-charbonnier à Invergordon, rebaptisé C.8 en 1909 puis C.68 en 1926. Le navire est vendu en 1927, mais est ensuite revendu et renommé Stedmound pour le service à Dakar jusqu'à ce qu'il soit mis au rebut en 1935.